# ديدييه غوميز دا روزا
ديدييه غوميز دا روزا (بالفرنسية: Didier Gomes Da Rosa؛ مواليد 10 أكتوبر 1969) هو لاعب كرة قدم فرنسي سابق والمدرب الحالي لنادي الاهلي طرابلس الليبي . درب عديد الأندية الأفريقية وحقق لقب الدوري مع نادي رايون سبورتس (2013) ونادي القطن (2014 و2015) كما تُوج بكأس الكاميرون مع الأخير.

## وصلات خارجية
- ديدييه غوميز دا روزا على موقع قاعدة بيانات كرة القدم.إي يو (الإنجليزية)
- ديدييه غوميز دا روزا على موقع Soccerway.com (الإنجليزية)
- ديدييه غوميز دا روزا على موقع عالم كرة القدم.نت (الإنجليزية)